# William Booth
William Booth (Nottingham, 1829. április 10. – Hadley Wood, 1912. augusztus 20.) angol metodista hittérítő, Whitechapelben keresztény missziót alapított ebből jött létre 1878-ban az Üdvhadsereg, amelynek alapításától kezdve 1912-ig generálisa volt.

## Élete
15 éves korában keresztény hitre tért és igehirdető lett. 1848-ban Londonba ment és 1852-től a metodista Új Kapcsolat (New Connection) hivatásos prédikátora lett. Kilencévi szolgálat után az egyháztól független prédikátor lett, a szenvedő és nyomorgó emberekkel való együttérzéstől vezetve 1865-ben létrehozta a Kelet-London Keresztény Missziót. Evangélista szolgálatot hozott létre a nyomorgó, szegény emberek megtérítésére és adományok gyűjtésével és elosztásával segíteni a bajbajutottakon. 
1878-ban az éves kongresszuson nevezték át a missziót Üdvhadsereggé (The Salvation Army), Booth a brit hadseregéről mintázta szervezetét a szegénység elleni harcban, önkéntesei egyenruhában gyűjtik az adományokat és osztanak ételt, segélycsomagokat. Booth feleségével Catherine Mumforddal együtt vezette a szervezettet. 1890-ben William Thomas Steaddal közösen adta ki In Darkest England, and the Way Out (A legsötétebb Angliában, és a kivezető út) című könyvét, melyben tízpontos javaslatot tett a szegénység és a bűn ellen.
Az Üdvhadsereg 1880-ban az Egyesült Államokban, 1881-ben Ausztráliában és Európában majd Indiában és más országokban is létrejött. A Magyar Üdvhadsereg 1924-ben jött létre, külföldi katonák közreműködésével. 1949-ben a kommunista kormányzat betiltotta a működését, 1990-ben indult újra a magyar szervezet svájci közreműködéssel. Jelenleg 118 országban működik, körülbelül 100 000 önkéntessel.

## Művei magyarul
- Hogyan mentem meg lelkemet?; Magyarországi Főhadiszállás, Budapest, 1926